# Onthophagus arai
Onthophagus arai är en skalbaggsart som beskrevs av Masumoto 1989. Onthophagus arai ingår i släktet Onthophagus och familjen bladhorningar. Inga underarter finns listade i Catalogue of Life.